# 2 Dywizja Piechoty Legionów Armii Krajowej
2 Dywizja Piechoty Legionów Armii Krajowej „Pogoń” (2 DP Leg. AK) – wielka jednostka piechoty Armii Krajowej.
Zgodnie z założeniami planu „Burza”, wyrażonymi w rozkazie z września 1942, oddziały partyzanckie miały być odtworzone w oparciu o Ordre de Bataille Wojska Polskiego sprzed 1 września 1939 roku.
W wyniku akcji odtwarzania przedwojennych jednostek wojskowych w 1944 roku powstała 2 Dywizja Piechoty Legionów AK „Pogoń” pod dowództwem ppłk. Antoniego Żółkiewskiego ps. „Lin” (Okręg Radom-Kielce Armii Krajowej).

## Obsada
- dowódca – podpułkownik „Lin” (Antoni Żółkiewski)
- szef sztabu – kapitan „Siwy” (Michał Mandziara)
- adiutant – kapitan „Sandacz” (Witold Sągajłło)
- oficer operacyjny – kapitan „Kret” (Leon Torliński)
- oficer informacyjny – kapitan „Bartnik” (Zenon Krzekotowski)
- szef saperów – kapitan „Kaktus” (Tadeusz Struś)
- szef sanitarny – major lekarz „Szerszeń” (Jan Aleksandrowicz)
- lekarz – doktor „Sulima” (Jerzy Popiel)
- szef łączności – porucznik „Szum” (Tadeusz Osiński)
- dowódca szwadronu zwiadu – rotmistrz „Pobóg” (Karol Wickenhagen)
- oficer ds. zrzutowych – porucznik „Pokrzywka” (Władysław Szumowski)
- dowódca plutonu żandarmerii – podporucznik „Reder” (Dionizy Mędrzycki)
- szef sądu polowego – porucznik „Komar” (Roman Byszewski)
- oficer artylerii – porucznik „Korwin” (Roman Ziętek)
- kapelan dywizji – ksiądz „Jaskólski” (Zygmunt Głowacki)[1]

## Struktura organizacyjna
- 2 pułk piechoty Legionów AK – dowódca major/podpułkownik „Kruk” (Antoni Wiktorowski)
- 3 pułk piechoty Legionów AK – dowódca major „Świątek” (Stanisław Poreda)
- 4 pułk piechoty Legionów AK – dowódca major „Wyrwa” (Józef Włodarczyk)
- szwadron zwiadu – rotmistrz „Pobóg” (Karol Wickenhagen)
- pluton żandarmerii – podporucznik „Reder” (Dionizy Mędrzycki)
- służby dywizyjne[2].

## Liczebność dywizji
W okresie koncentracji na akcję „Zemsta” w drugiej połowie sierpnia 1944 roku stan 2DP piechoty wynosił ok. 3075 żołnierzy zgromadzonych w jednostkach:
- 2 ppLeg – 1107 ludzi,
- 3 ppLeg – 915 ludzi,
- 4 ppLeg – 885 ludzi
- dowództwo i służby dywizji – 168 ludzi[2].

## Walki
W ramach akcji „Zemsta” Dywizja koncentrowała się ok. 20 sierpnia w lasach majątku Przysucha. Po zaniechaniu marszu na pomoc Powstaniu Warszawskiemu w dniu 23 sierpnia i rozwiązaniu koncentracji Kieleckiego Korpusu Armii Krajowej dywizja przeszła na teren inspektoratu kieleckiego w okolice Chęcin z zadaniem opanowaniem Kielc w przypadku sprzyjających okoliczności. Dywizja do końca września prowadziła działania partyzanckie całością sił. 26 sierpnia uderzyła na baterię artylerii w Dziebałdowie. 2 i 3 września stoczyła zwycięskie walki z oddziałami niemieckimi próbującymi spacyfikować Radoszyce i Grodzisko. 10 września zaatakowała Niemców we wsi Krasna. 13 września Dywizja walczyła pod Miedzierzą i Trawnikami. Kolejne potyczki to: 17 września pod Szewcami, 18 września w lasach fanisławickich, 26 września pod Radkowem, 27 września pod Zakrzowem oraz 28 września w Ludyni.
Dywizja rozwiązana rozkazem dowódcy Okręgu Radom – Kielce AK w dniu 8.10.1944 roku wobec niekorzystnej sytuacji ogólnej, trudności w zaopatrzeniu w żywność i umundurowanie oraz pogarszających się warunków bytowych w okresie jesiennym.
Od tego dnia pułki dywizji działały samodzielnie.
1 batalion 2 pułku piechoty Legionów AK kpt. Eugeniusza Kaszyńskiego – „Nurta” 29 i 30 października stoczył walki pod Lipnem i Chotowem.
2 batalion 2 pułku piechoty Legionów AK kpt. Tadeusza Strusia – „Kaktusa” 18 listopada walczył w lasach starachowickich.
3 pułk piechoty Legionów AK kpt. Antoniego Hedy – „Szarego” 6 października prowadził działania bojowe koło gajówki Piecyki, a 3 listopada koło Huty w lasach przysuskich. W następnych dniach w lasach niekłańskich.